# Wehra
Die Wehra ist ein Fluss im südwestlichen Südschwarzwald in Baden-Württemberg und ein rechter Nebenfluss des Hochrheins.

## Name
Der Fluss wurde im Jahr 1256 als Werra erstmals urkundlich genannt. Der Name könnte mit dem urindogermanischen *h2uer- für „feucht sein“ in Zusammenhang stehen.

## Geographie

### Lage und Topographie

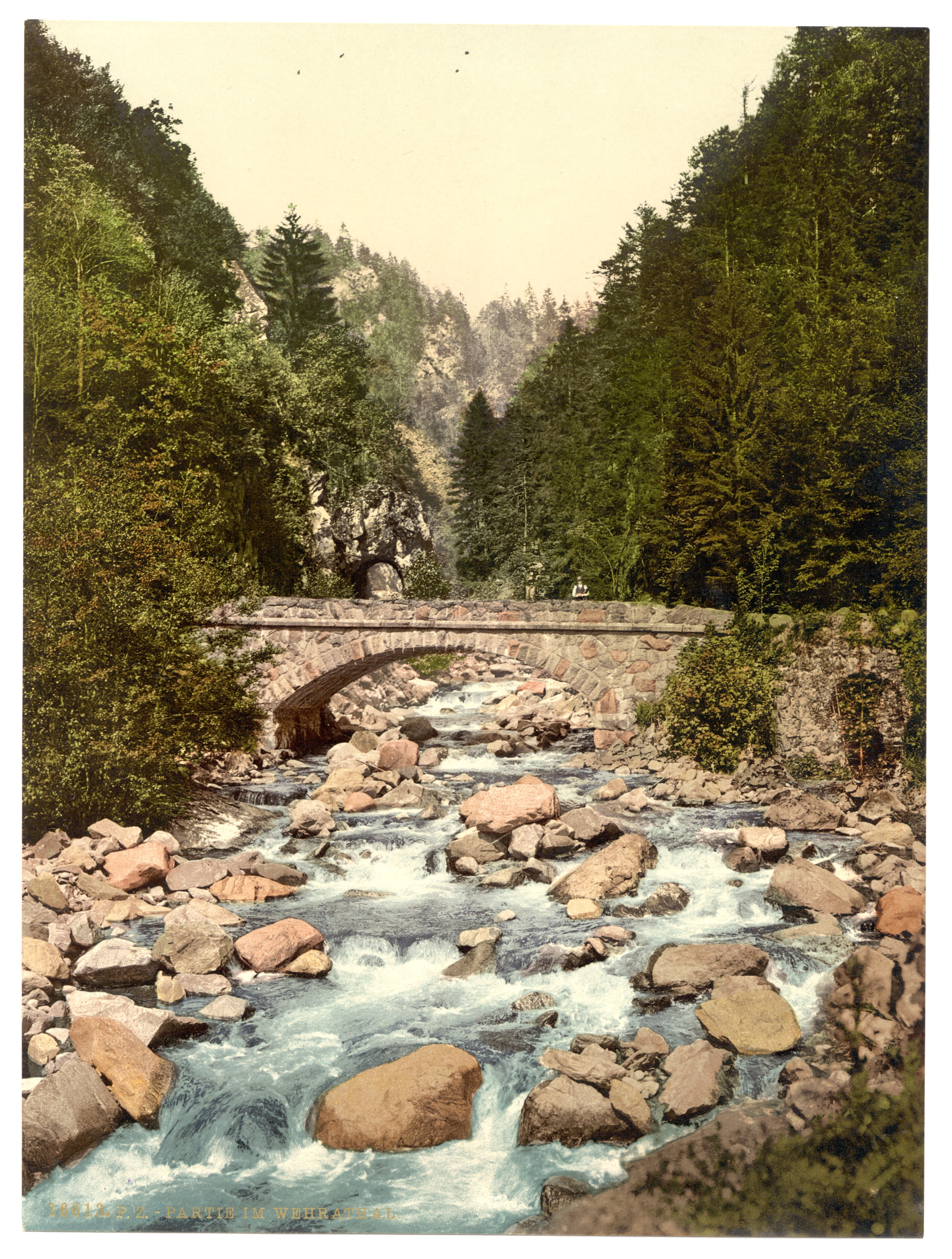
Die Wehraschlucht vor 1900, koloriertes Foto

Das Tal der Wehra gliedert sich markant in drei Abschnitte.
Der Oberlauf ist ein schwarzwaldtypisches Hochtal, ist jedoch mit 200 bis 300 Metern Tiefe deutlich reliefierter als die östlich benachbarten Hochtäler des Hotzenwaldes. Sein Zentrum ist der Ort Todtmoos, der die größte Talweitung des von eiszeitlichen Gletschern auffällig überformten Tales ausfüllt.
In ihrem Mittellauf schneidet die Wehra eine teils über 400 Meter tiefe Schlucht in den Südwestabfall des Schwarzwaldes. Bewaldete Steilhänge wechseln sich dort mit mancherorts fast 100 Meter hohen Felswänden ab. Dieser gefällereiche Flussabschnitt ist eine überregional bekannte, extrem schwierige Wildwasserstrecke. Ein Felssporn dort trägt den Namen Hirschsprung.
Der etwa sieben Kilometer lange unterste Talabschnitt trennt den kaum gegliederten, steilen, gut 500 Meter hohen Westabfall des Hotzenwaldes vom stark verkarsteten Plateau des Dinkelbergs, der westlich des Wehratales nur gut 100 Meter ansteigt. Hauptort dieses breiten Tales ist die kleine Industriestadt Wehr, die jedoch zunehmend touristisch geprägt ist. Beim Stadtteil Brennet mündet die Wehra in den Rhein, noch in Sichtweite der rheinaufwärts liegenden Stadt Bad Säckingen.

### Einzugsgebiet
Die Wehra entwässert ein schmales und lang gestrecktes, rund 113 km² umfassendes Einzugsgebiet. naturräumlich gesehen liegt es bis etwa Wehr im Hochschwarzwald, danach im Unterraum Unteres Wehratal des westlich anschließenden Dinkelbergs.
Der Naturraumgrenze entspricht eine klare Schichtgrenze zwischen dem kristallinen Grundgebirge des Hochschwarzwaldes und den mesozoischen Schichten des Dinkelbergs. Bis etwa Todtmoos-Au laufen die beiden Oberläufe und der anschließende Wehra-Abschnitt zwischen Bergen, an denen überwiegend die Todtmoos-Gneisanatexit-Formation ansteht, ausgenommen das westliche Todtmooser Talbecken, wo diese durch glaziale Sedimente überdeckt sind. Nach Au findet sich auf dem größten Teil des Einzugsgebietes noch im Schwarzwald die Wiese-Wehra-Formation im Untergrund, dazu fast nur Inseln aus St. Blasien-Granit, die sich auch schon zuvor stark einstreuen. Der Wechsel bei Wehr ist durch ein von Nord nach Süd laufendes Büschel von Störungslinien abrupt, die Streifen mesozoischer Schichtschollen hervorgebracht haben, vom Jura meist nahe am Schwarzwaldrand über den Keuper bis zum Oberen Muschelkalk, der das Gebiet westlich des Laufs überwiegend einnimmt. Auf dem niedrigen Rücken zwischen Wehra und Hasel und mündungsnah finden sich auch noch sehr viel jüngere Niederterrassenschotter des Rheingletschers. Den Schwarzwaldrand queren meist kürzere Störungen von Westnordwest nach Ostsüdost, zum Beispiel etwa auf der Achse des Mühlgrabenbach-Tals.
Die zwei höchsten Berge stehen beide am Nordrand des Todtmooser Talbeckens, der 1263,4 m ü. NHN hohe Hochkopf an der Nordwest- und der 1218 m ü. NHN hohe Farnberg an der Nordostseite. Das Einzugsgebiet ist eingefasst von den Einzugsgebieten der Hauensteiner Alb im Nordosten, der Hauensteiner Murg im Osten und zuletzt des kurzen Rötelbachs im Südosten. Auf der anderen Seite laufen im Südosten kleinere Zuflüsse ebenfalls südwärts zum Hochrhein, ehe zuletzt hinter der langen nordwestlichen Wasserscheide die Wiese ihren Abfluss ebenfalls dem Hochrhein zuführt.
Das steile Relief, die in dessen Folge hohen Fließgeschwindigkeiten und der dichte Untergrund des kristallinen Grundgebirges begünstigen Hochwasser, die meist nur kurzen Zuläufe und das schlanke Einzugsgebietes mildern andererseits diese Gefahr etwas.

### Zuflüsse und Seen
Hauptquellast der Wehra ist der Rüttebach, mit dem sich der auch Hohwehra genannte namentliche Quellfluss in Vordertodtmoos vereint. Der Rüttebach hat nahezu die vierfache Wasserführung und fast die doppelte Länge der Hohwehra. Viele der Nebenbäche an den Trogtalkanten des Wehratales bilden Schluchten und laufen wie der Rüttebach über Wasserfälle. Längster Zufluss ist die 13 km lange Hasel, die übrigen bleiben meist unter 5 km Länge.
Hierarchische Liste der Zuflüsse und  Seen, jeweils von der Quelle zur Mündung. Auswahl.
Gewässerlänge, Seefläche, Einzugsgebiet und Höhe nach den entsprechenden Layern auf der Onlinekarte der LUBW. Andere Quellen für die Angaben sind vermerkt.
Auswahl.
Zusammenfluss der Wehra auf etwa 802 m ü. NHN in Todtmoos-Vordertodtmoos.
- Hohwehra oder Wehra, linker Nebenstrang-Oberlauf aus dem Nordosten, 2,6 km und 2,3 km². Entspringt auf etwa 1025 m ü. NHN der Wehraquelle im Berglewald ca. 2,6 km nordöstlich der Ortsmitte von Vordertodtmoos.
- Rüttebach, am Ober- und Mittellauf bis Todtmoos-Höfle noch Rüttebächle, rechter Hauptstrang-Oberlauf aus dem Norden, 4,2 km und 9,2 km². Entsteht auf etwa 1055 m ü. NHN ca. 1,0 km nordnordöstlich von Todtmoos-Rütte nahe der L 146 am Pass Rotes Kreuz.
  - Stürzt über den Todtmooser Wasserfall zwischen Rütte und Todtmoos-Hintertodtmoos. Todtmooser Wasserfälle, mittlere Stufe

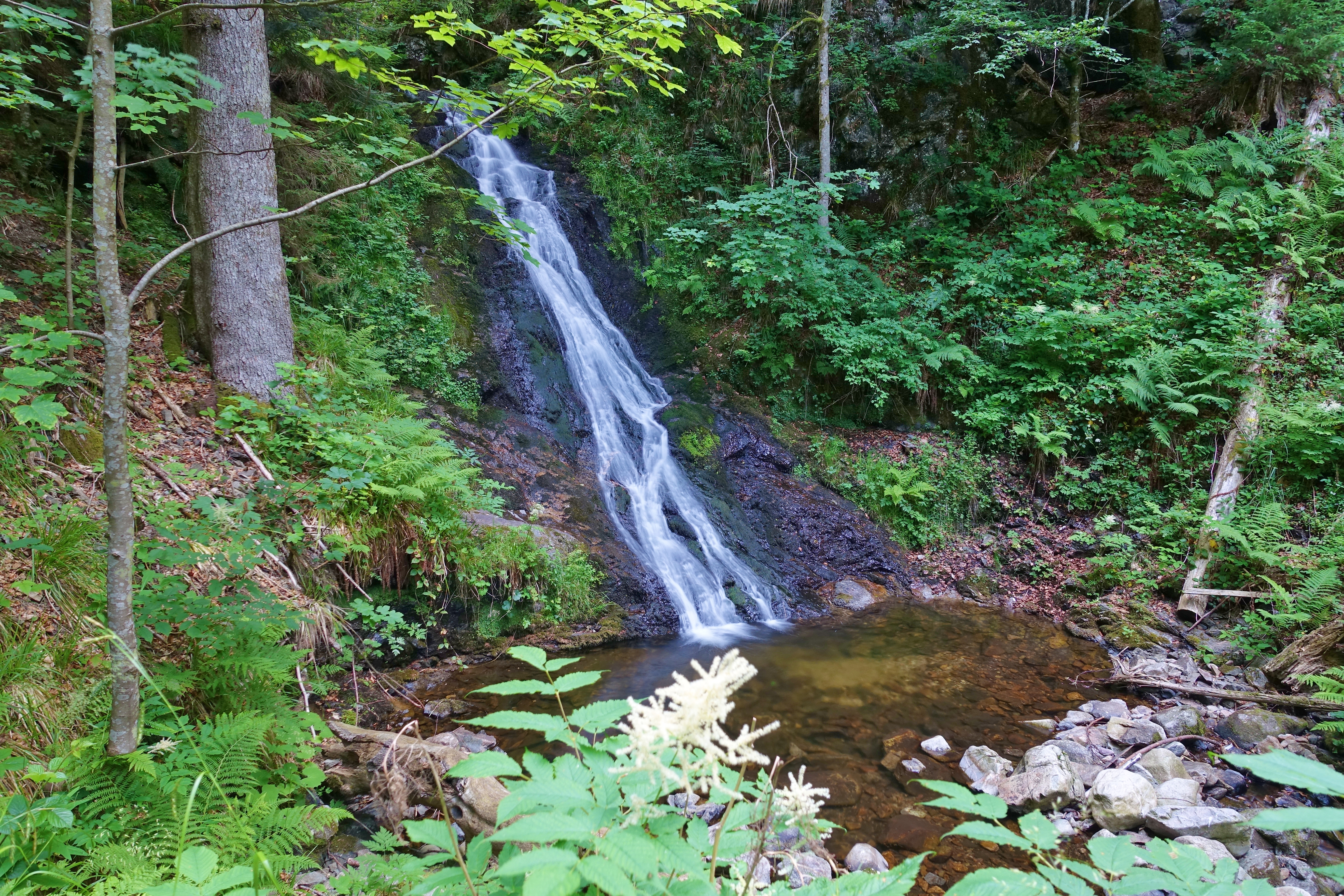
Todtmooser Wasserfälle, mittlere Stufe

  - Sägebach, von rechts und Nordwesten auf etwa 820 m ü. NHN bei Höfle, 3,1 km und ca. 4,1 km².[LUBW 7] Entsteht auf etwa 1140 m ü. NHN nahe der Bergstation des Skilifts am Ostabhang des Bergs Beim Dreieckigen Stein.
- Todtenbach, von rechts und Nordwesten auf etwa 800 m ü. NHN in Vordertodtmoos, 3,4 km und 2,4 km². Entsteht auf etwa 1135 m ü. NHN am Südabfall des Sattels zwischen Beim Dreieckigen Stein und dem Schweinele.
- Sägelochbach, von rechts und Nordwesten auf etwa 776 m ü. NHN an der Kläranlage bei Todtmoos-Wehrawald, 2,6 km[LUBW 2][LUBW 7] und 1,8 km². Entsteht auf etwa 1090 m ü. NHN am Nordosthang des Steinbühls.
- Rotmoosbach, mit rechtem Oberlauf Fetzenbach, von rechts und Nordwesten auf etwa 690 m ü. NHN in Todtmoos-Au, 4,4 km und 7,1 km². Der Fetzenbach entsteht auf etwa 1020 m ü. NHN an der Oberen Hohlen Tanne am Osthang des Rohrenkopfs.
- Ostbrandbach, anfangs und auf dem größten Teil des Laufes Gersbach, von rechts und Nordwesten auf unter 600 m ü. NHN beim Pumpenhäuschen am Brandkopf in der Gemarkung von Schopfheim-Gersbach, 4,4 km und 5,1 km². Der Gersbach entsteht auf etwa 1060 m ü. NHN am Südhang des Rohrenkopfs nördlich von Gersbach.
 An der Stelle, ab welcher der Bach Ostbrandbach heißt, geht der ebenfalls nur kurze Vordere Brandbach südwärts ab und mündet nach dem Brandkopf.
- Heiterspanbach, von rechts und Nordwesten auf 504,7 m ü. NHN, 2,1 km und 1,5 km². Entsteht auf etwa 896 m ü. NHN am Nordrand des Waldes Erlet südsüdwestlich von Gersbach.
- Durchfließt den Wehra-Stausee auf etwa 419 m ü. NHN hinter der Wehratalsperre, 18,8 ha. Ist das Unterbecken des Kraftwerks Wehr, das zugehörige Oberbecken Hornbergbecken liegt auf etwa 1048 m ü. NHN etwa 3 km weit nordöstlich auf der östlichen Wasserscheide.
- Mühlgrabenbach, von links und Ostsüdosten am Elektrizitätswerk am Stausee-Ostufer, 2,8 km und 4,2 km². Entsteht auf etwa 860 m ü. NHN bei Herrischried-Atdorf.
- Fischgraben, von rechts und insgesamt Osten am Ortsanfang von Wehr, 3,0 km und ca. 1,9 km².[LUBW 7] Entsteht auf etwas über 840 m ü. NHN bei Rickenbach-Rüttehof.
- Hasel, von rechts und Norden auf über 320 m ü. NHN am Umspannwerk bei Wehr-Hemmet, 13,0 km und 25,0 km².[LUBW 8] Entsteht auf etwa 985 m ü. NHN nordwestlich von Gersbach beim Wanderheim Wallisbrunn am Südwestfuß des Rohrkopfs. Mit Abschnittsnamensfolge Lochbach → Haselbach → Hasel.

Mündung der Wehra von rechts und zuallerletzt wieder Nordosten auf ca. 282 m ü. NHN nach der Kläranlage bei Wehr-Brennet in den Hochrhein, kurz nach dem Rötel- oder Rödelbach. Die Wehra ust ab dem Zusammenfluss ihrer Oberläufe Hohwehra und Rüttebach/Rüttebächle 23,4 km, zusammen mit dem längeren Rüttebach/Rüttebächle 27,6 km lang und hat ein 113,0 km² großes Einzugsgebiet. Sie führt dem Rhein daraus im Mittel 3,71 m³/s Wasser zu.

## Erschließung
Der Unterlauf des Wehratales wird durch die Bundesstraße 518 erschlossen, die von der B 34 bei der Wehramündung kommend den Bergrücken zur Wiese überquert und in Schopfheim von der B 317 aufgenommen wird.
Der Oberlauf des Wehratales mit der Wehraschlucht wird durch die Landesstraße 148 erschlossen, die von der B 518 bei Wehr kommend durch die Schlucht bis nach Todtmoos führt und dort in die das Tal querende L 151 mündet. Immer wieder kommt es auf der L 148 zu Felsstürzen. So musste im Februar 2018 die Straße zwischen Wehr und Todtmoos, die schon seit Dezember 2017 wegen Felssicherungsarbeiten halbseitig gesperrt war komplett gesperrt werden. Nachdem Anfang Februar die Straße wieder frei gegeben wurde, entdeckte die Aufräumarbeiten ausführende Firma Mitte Februar einen weiteren Felsblock, der als „unmittelbar absturzgefährdet“ eingestuft werden musste und somit eine Vollsperrung der Straße erforderte.
Von Todtmoos führt die L 150 weiter durch das Tal, in dem die „offizielle“ Wehraquelle liegt, über die Höhen des Bergrückens ins Albtal nach St. Blasien.
Die L 151 verläuft im Westen durch das Sägebachtal. Zwischen Todtmoos und Hintertodtmoos führt von der L 151 abgehend die L 146 weiter durch das Rüttebachtal.
Entlang des Wehratales führen die Wanderwege Schluchtensteig und Wehratal-Erlebnispfad. Von Todtmoos bis Todtmoos-Au kreuzt der Glasträgerweg.

## Wasserkraft
Am Ende der Wehraschlucht, etwa 7,5 km oberhalb der Mündung, staut die Wehratalsperre den Fluss zu einem etwa 1,35 km langen See auf etwa 420 m ü. NN an. Er dient, in Verbindung mit der Hornbergstufe (Hornbergbecken auf etwa 1050 m ü. NN), der Wasserkraftgewinnung.

## Kuriosum
Im Frühjahr 2016 stellten Unbekannte am Hirschsprung einen etwa 30 Kilogramm schweren Plastikhirsch auf. Anfang 2017 entschied das Regierungspräsidium Freiburg, dass er aus dem dortigen schützenswerten Fauna-Flora-Habitat wieder entfernt werden müsse. Anfang März 2017 war der Hirsch von Unbekannten wieder entfernt worden. Im April 2019 tauchte der Plastikhirsch dort wieder auf. Wehrs Bürgermeister Michael Thater würde ihn gerne durch einen bronzenen Hirsch ersetzen, doch der Felsen unterliegt vierfachem Naturschutz.

### LUBW
Amtliche Online-Gewässerkarte mit passendem Ausschnitt und den hier benutzten Layern: Lauf und Einzugsgebiet der Wehra

Allgemeiner Einstieg ohne Voreinstellungen und Layer: Daten- und Kartendienst der Landesanstalt für Umwelt Baden-Württemberg (LUBW) (Hinweise)
1. 1 2 3  
Höhe nach dem Höhenlinienbild auf dem Hintergrundlayer Topographische Karte.
2. 1 2 3 4  
Länge nach dem Layer Gewässernetz (AWGN).
3. 1 2  
Einzugsgebiet nach dem Layer Aggregierte Gebiete 04.
4. 1 2  
Höhe nach schwarzer Beschriftung auf dem Hintergrundlayer Topographische Karte.
5. ↑  
Seefläche nach dem Layer Stehende Gewässer.
6. ↑  
Einzugsgebiet nach dem Layer Basiseinzugsgebiet (AWGN).
7. 1 2 3  
Einzugsgebiet abgemessen auf dem Hintergrundlayer Topographische Karte.
8. ↑  
Einzugsgebiet nach dem Layer Aggregierte Gebiete 05.

### Andere Belege
1. 1 2  
Büro Hydrosond, Büro E. Kunk: PSW Atdorf, Fachgutachten Hydrogeologie und Thermalquellen Bad Säckingen (PDF; 2,3 MB), 2010, S. 39
2. ↑  Albrecht Greule: Deutsches Gewässernamenbuch. Walter de Gruyter, Berlin / Boston 2014, ISBN 978-3-11-057891-1, S. 577, „Wehra“ (Auszug in der Google-Buchsuche).
3. ↑  Wanderkarte Hotzenwald, Landesvermessungsamt Baden-Württemberg, 2. Auflage 2008, ISBN 978-3-89021-593-8
4. ↑  
Günther Reichelt: Geographische Landesaufnahme: Die naturräumlichen Einheiten auf Blatt 185 Freiburg i. Br. Bundesanstalt für Landeskunde, Bad Godesberg 1964. → Online-Karte (PDF; 3,7 MB)
5. ↑  
Geologie nach: Mapserver des Landesamtes für Geologie, Rohstoffe und Bergbau (LGRB) (Hinweise)
6. ↑  Martin Köpfer: L148 nach Felssturz wieder gesperrt – mindestens bis kommenden Freitag - Wehr - Badische Zeitung. Badische Zeitung, 7. Februar 2018, abgerufen am 16. Februar 2018.
7. ↑  BZ-Redaktion: Sperrung der L 148 ist aufgehoben - Wehr - Badische Zeitung. Badische Zeitung, 9. Februar 2015, abgerufen am 16. Februar 2018.
8. ↑  BZ-Redaktion: Straße durchs Wehratal ab sofort gesperrt - Wehr - Badische Zeitung. Badische Zeitung, 16. Februar 2018, abgerufen am 16. Februar 2018.
9. ↑  Katharina Valenta-Wichmann: Wehratal-Erlebnispfad. (PDF; 0,98 MB) Stadt Wehr, abgerufen am 9. April 2019.
10. ↑  Verlauf des Glasträgerweges im Südschwarzwald. Abgerufen am 20. Juli 2013.
11. ↑  Markus Donner: Buchenbach: Kesse Kunststoff-Kopie: Amt kennt keine Gnade für das Hirschplagiat im Wehratal. Badische Zeitung, 17. Januar 2017, abgerufen am 18. Januar 2017.
12. ↑  Erika Bader: Wehr: Kreis Waldshut: Der Plastik-Hirsch im Wehratal ist wieder weg. Badische Zeitung, 9. März 2017, abgerufen am 10. März 2017.
13. ↑  Erika Bader: Illegaler Plastik-Hirsch steht wieder auf seinem Felsen im Wehratal. Badische Zeitung, 8. April 2019, abgerufen am 9. April 2019.